# Karam (Cameroun)
Pour les articles homonymes, voir Karam.
Karam est une localité du Cameroun située dans le département du Logone-et-Chari et la Région de l'Extrême-Nord, au sud du lac Tchad, à la frontière avec le Tchad. Elle fait partie de la commune de Logone-Birni et du canton de Hinalé. On distingue parfois Karam I et Karam II.

## Population
Lors du recensement de 2005, 426 personnes ont été dénombrées à Karam I et 392 à Karam II.